# Microdynerus umbifer
Microdynerus umbifer är en stekelart som först beskrevs av Richard Mitchell Bohart 1955.  Microdynerus umbifer ingår i släktet Microdynerus och familjen Eumenidae. Inga underarter finns listade i Catalogue of Life.